# Rip Curl
La Rip Curl è una azienda australiana attiva nella produzione di articoli per il surf.

## Storia
L'azienda è stata fondata nel marzo 1969 da Doug Warbrick e Brian Singer, due ragazzi australiani appassionati di surf. Inizialmente i due producevano solo tavole da surf in modo artigianale, ma a partire dal 1970 iniziarono a produrre anche tute da surf e costumi da bagno, oltre che tutta l'oggettistica necessaria a praticare la disciplina.
Attualmente Rip Curl possiede oltre duecento negozi monomarca in cui vende i propri prodotti in tutto il mondo. Insieme a Quiksilver e Billabong è una delle maggiori aziende al mondo del settore

## Eventi sponsorizzati
- Rip Curl Pro Bells Beach, Jan Juc, Australia
- Rip Curl Boardmasters – Fistral Beach, Newquay, Inghilterra
- Rip Curl Pipeline Masters – Banzai Pipeline, Oahu, Hawaii, US
- Rip Curl Pro Mademoiselle – Francia
- Rip Curl Pro Search- Floating License
- Rip Curl Pro Portugal – Supertubos Beach, Peniche, Portogallo